# 王彭
王彭（1916年—1975年5月19日），陕西渭南（今渭南市临渭区）人，中华人民共和国政治人物、外交官。

## 生平
1937年2月奔赴延安参加革命，1938年6月加入中国共产党，在抗日军政大学负责接待工作，后任招待所所长，1939年9月转入延安马列学院学习。1941年3月调陕甘宁边区民众剧团任政治协理员。
抗日战争胜利后曾被派往陕南执行任务。1947年8月北返时，因延安已被国民党军占领，遂入中共关中分区干训班学习。1948年4月奉派到关中分区解放医院任政治协理员，旋又调关中地委宣传部任干事。1949年5月19日，陕甘宁边区关中分区所辖各县全部解放，分区机关迁驻三原县城。20日，边区政府决定改关中分区为三原分区，王被任命为三原分区行政督察专员公署教育科科长。
1950年2月调中共陕西省委宣传部，任教育处副处长。翌年10月出任中共合阳县委。1952年9月调中共陕西省委党校（后改称省委初级党校），先后任教员、副校长、校长。1959年4月中共中央第二中级党校与省委初级党校合并为省委党校，王改任副校长。
1960年3月调外交部，出任中华人民共和国驻保加利亚大使馆政务參赞。1963年7月回国，任外交部苏联东欧司副司长，1965年又出任中华人民共和国驻朝鲜大使馆政务参赞、临时代办。1970年回国，任外交部湖南“五七”干校校长。
1973年，接替冯于九，出任中华人民共和国驻毛里塔尼亚特命全权大使。1974年，由康矛召接任。
1975年4月19日在北京病逝。